# Hansgeorg Schnöckel
Hansgeorg Schnöckel (* 1941 in Marienburg, Westpreußen) ist ein deutscher Chemiker und emeritierter Professor für Analytische Chemie am Karlsruher Institut für Technologie.

## Leben
Schnöckel studierte Chemie an der Universität Münster mit der Promotion bei H. J. Becher 1970 mit einer Arbeit über spektroskopische Untersuchung borhaltiger Verbindungen. 1981 habilitierte er sich über Matrixuntersuchungen reaktiver Moleküle bei hohen Temperaturen. 1987 wurde er Professor in Münster und 1989 Professor für Anorganische Chemie an der Ludwig-Maximilians-Universität München. Seit 1993 ist er Professor für Analytische Chemie in Karlsruhe.

[Cp*Al]_{4} wurde von Schnöckel entdeckt.

Er befasste sich mit Spektroskopie und Quantenchemie reaktiver Moleküle und später mit Synthese von Aluminium- und Gallium-Halogeniden und Clusterverbindungen mit Abmessungen bis in den Nanobereich (von ihm als metalloide Cluster bezeichnet, da im Gegensatz zu Metallclustern nur Metalle im Clusterkern sind, er untersucht daran Übergänge zu Metallgittern).
2004  erhielt er den Alfred-Stock-Gedächtnispreis.